# Sorbus yokouchii
 је врста из породице ружа коју су описали M. Mizush. ex T. Shimizu. Sorbus yokouchii припада роду Јаребике. Нема подврста наведених у „Каталогу природе” (Catalogue of Life (CoL)).

## Распрострањеност
Ова врста јаребике расте у Јапану.

## Додатни подаци
Таксономија хибрида Sorbus matsumurana x sambucifolia